# Berta Morena

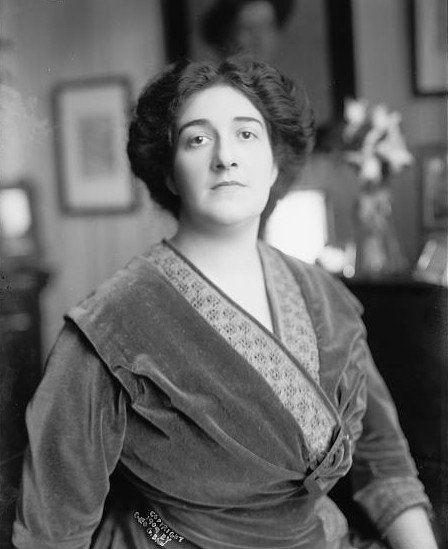
Berta Morena.

Berta Morena, född den 27 januari 1878 i Mannheim, död den 7 oktober 1952 i Rottach-Egern, var en tysk operasångerska.
Berta Morena tillhörde från 1898 Münchens Nationaltheater och Prinzregententheater och vann rykte genom en poesirik framställning av särskilt Wagners Sieglinde, Elsa, Elisabeth, Senta, Brünnhilde, Isolde i Tristan och Isolde och Kundry. Hon gav ofta gästspel på Metropolitan Opera House i New York.